# Episodi di Bear nella grande casa blu (quarta stagione)
La quarta e ultima stagione della serie televisiva Bear nella grande casa blu è stata trasmessa in anteprima negli Stati Uniti d'America da Playhouse Disney tra il 2002 e il 2006.
| nº | Titolo originale                    | Titolo italiano                         | Prima TV USA      | Prima TV Italia |
| -- | ----------------------------------- | --------------------------------------- | ----------------- | --------------- |
| 1  | Welcome to Woodland Valley (part 1) | Benvenuti nella valle boscosa (parte 1) | 9 settembre 2002  | 2003            |
| 2  | Welcome to Woodland Valey (part 2)  | Benvenuti nella valle boscosa (parte 2) | 9 settembre 2002  | 2003            |
| 3  | Step by Step                        | Passo dopo passo                        | 16 settembre 2002 | 2003            |
| 4  | First Day at Mouse School           | Il primo giorno di scuola di Tutter     | 17 settembre 2002 | 2003            |
| 5  | Rocking Rocko                       | Il cugino Rocco                         | 20 settembre 2002 | 2003            |
| 6  | When Harry Met Hallie               | Harry, ti presento Hallie               | 4 novembre 2002   | 2003            |
| 7  | Show and Tell                       | Mostra e descrivi                       | 18 settembre 2002 | 2003            |
| 8  | Tutter Gathers Some Moss            | Un nuovo amico per Tutter               | 19 settembre 2002 | 2003            |
| 9  | History, Herstory, Bearstory        | La nostra storia                        | 23 settembre 2002 | 2003            |
| 10 | At the Old Bear Game                | Bear eroe del baseball                  | 30 settembre 2002 | 2003            |
| 11 | The Amazing Skippy                  | L'incredibile Skippy                    | 7 ottobre 2002    | 2003            |
| 12 | Let's Hit the Road                  | Sì, viaggiare                           | 20 settembre 2002 | 2003            |
| 13 | Great Ball of Firefighters          | Il grande ballo dei pompieri            | 2002              | 2003            |
| 14 | Appreciation Day                    | Il giorno dell'apprezzamento            | 2002              | 2003            |
| 15 | Show Your Stuff                     | Mostra il tuo talento                   | 2002              | 2003            |
| 16 | Grandma Flutter's 100th Birthday    | Nonna Flutter compie 100 anni           | 2002              | 2003            |
| 17 | The View from You                   | Tu come la vedi                         | 2002              | 2003            |
| 18 | To Clean or Not to Clean            | Pulire o non pulire                     | 2002              | 2003            |
| 19 | The Great Bandini                   | Il grande bandini                       | 21 aprile 2006    | 2007            |
| 20 | Volunteers of Woodland Valley       | I Volontari della Valle Boscosa         | 22 aprile 2006    | 2007            |
| 21 | Big Blue Home of the Brave          | I coraggiosi della grande casa blu      | 23 aprile 2006    | 2007            |
| 22 | A Trip to the General Store         | Gita all'emporio                        | 24 aprile 2006    | 2007            |
| 23 | Tutter's First Big Sleepover Bash   | Stasera si dorme da Tutter              | 25 aprile 2006    | 2007            |
| 24 | A Strange Bird                      | Un amico venuto da lontano              | 26 aprile 2006    | 2007            |
| 25 | Let It Go                           | Pioverà o non pioverà                   | 27 aprile 2006    | 2007            |
| 26 | This Is Your Life Bear!             | Questa è la tua vita Bear!              | 28 aprile 2006    | 2007            |